# Sächsisches Industriemuseum

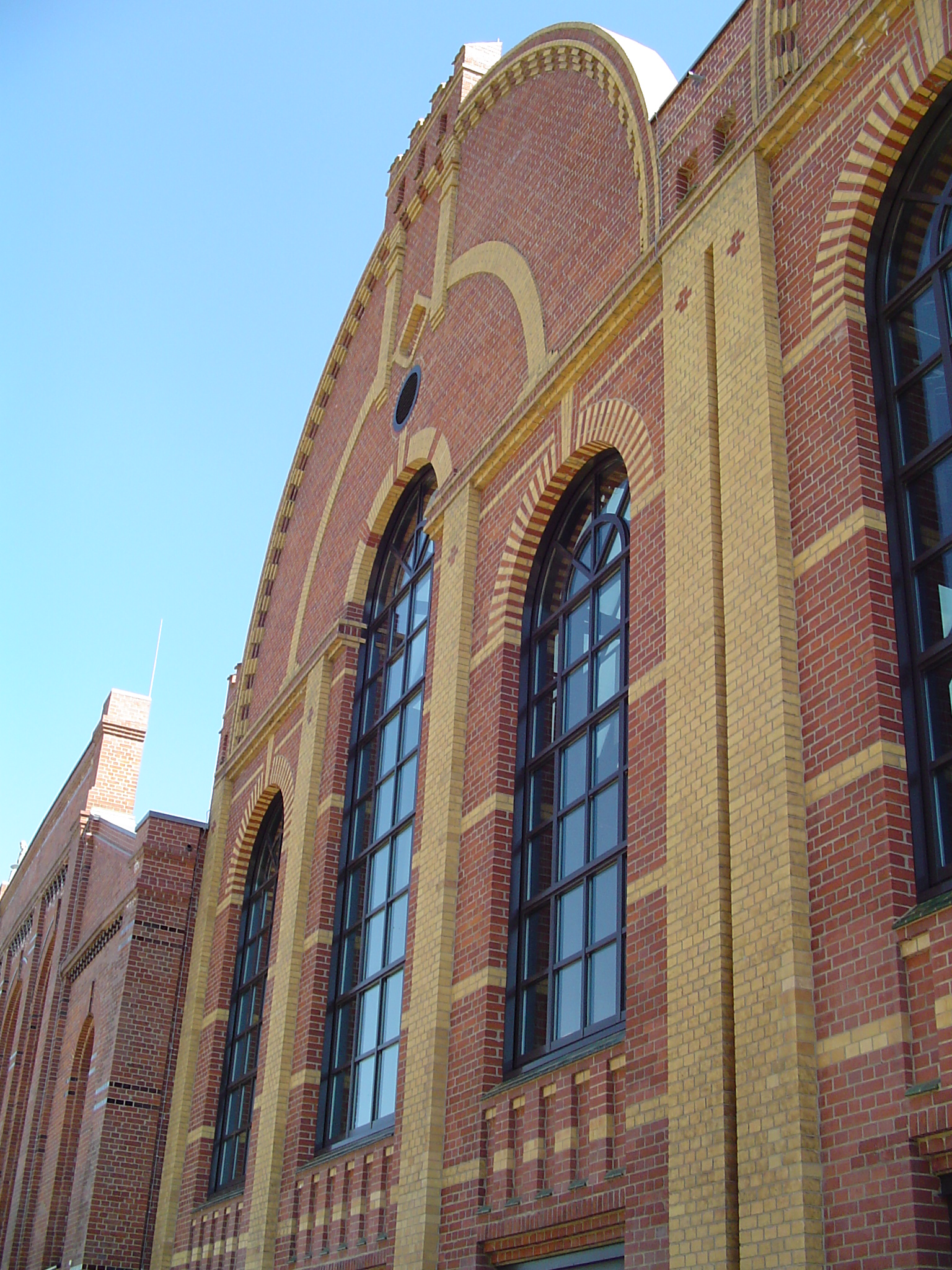
Fassade des Industriemuseums Chemnitz

Das Sächsische Industriemuseum ist ein dezentrales Museum mit vier Standorten in Sachsen. Es wurde 1998 gegründet und ist seit 1. Januar 1999 als wirtschaftlich selbständiger Zweckverband eine Körperschaft des öffentlichen Rechts. Die Verbandsmitglieder sind die Städte Chemnitz, Crimmitschau, Ehrenfriedersdorf und der Landkreis Bautzen.
Die Museen des Zweckverbandes sind das Industriemuseum Chemnitz, die Tuchfabrik Gebr. Pfau in Crimmitschau, die Zinngrube Ehrenfriedersdorf und die Energiefabrik Knappenrode.
Die Museen vertreten unterschiedliche Formen der Präsentation der sächsischen Industriegeschichte. So bilden die Ausstellungsarten in unterschiedlicher Form als klassisches Museum, Textilfabrik, Schaubergwerk und Spezialmuseum das gesamte Spektrum der sächsischen Industrie, beginnend im Bergbau über die Ansiedlung der Textilindustrie und des Textilmaschinenbaus bis zum Werkzeugmaschinenbau, ab.
Unter dem Aspekt des Erforschens und Darstellens der Industrie- und Wirtschaftsgeschichte Sachsens erstreckt sich der Aufgabenbereich des Zweckverbandes vom Sammeln und Bewahren von Kulturgut über die Erhaltung von Industriedenkmälern und Nutzung dieser Gebäude als museale Einrichtung bis zum Angebot von Erlebnis- und Bildungschancen, die die Zusammenhänge von Technik, Wirtschaft, Gesellschaft, Ökologie und Kultur darstellen.